# Francesco Mottino
Francesco Mottino (* um 1833 in Cuorgnè; † 11. Februar 1919 in Mailand) war ein italienischer Schriftsteller, Sänger der Stimmlage Bariton und Gesangspädagoge. Einzelne Episoden und Begebenheiten seiner veröffentlichten Karriere als Sänger sollten durchaus kritisch gelesen und hinterfragt werden.

## Leben und Werk
Francesco Mottino erlernte früh fließend Englisch und Französisch zu sprechen. Er betätigte sich frühzeitig als Schriftsteller. Er brachte 1855 in seiner Heimatstadt Cuorgnè das Drama Guglielmo Shakespeare zur Aufführung, ließ aber gleichzeitig ab 1855 seine Stimme in Mailand ausbilden. Er wurde bereits in den Jahren 1855 und 1856 mit kleineren Baritonpartien am Teatro Comunale von Zara im heutigen Kroatien betraut. Den Höhepunkt seiner Karriere erreichte Francesco Mottino in England, nachdem er in Italien wie bei Gastspielen in Frankreich, Belgien, der Schweiz, in Griechenland, in der Türkei und in Ägypten bemerkenswerte Erfolge erzielte. Francesco Mottino sang an der Covent Garden Oper in London wie am dortigen Her Majesty’s Theatre. Am letztgenannten Theater wirkte er bei der Oper Biorn von Lauro Rossi mit. 1878 führte er dort erfolgreich den Titelhelden von Gioachino Rossinis Wilhelm Tell und den Grafen Luna im Troubadour von Giuseppe Verdi auf.
Francesco Mottino wirkte in London oft als Partner der Primadonna Adelina Patti. Der Impressario Carl Rosa wählte Francesco Mottino als ersten Bariton für die von ihm begründete Carl Rosa Opera Company aus. Diese Gesellschaft führte ab 1875 Opern in englischer Sprache in London und in anderen britischen Städten auf. Francesco Mottino trat häufig innerhalb dieses Ensembles auf.
Nach der Beendigung seiner Karriere widmete sich Francesco Mottino wieder der Schriftstellerei. 1880 gründete er die literarische Zeitschrift L’Utopista, die bis 1887 herausgegeben wurde.
Seine Frau war die Sopranistin Adele Cesarini, die Francesco Mottino über seine gesamte Künstlerkarriere hinweg begleitete.

## Bewertung
Francesco Mottino gelangte über das Große Sängerlexikon von Kutsch-Riemens und das davon inhaltlich abhängige  Internetportal Operissimo in die Öffentlichkeit der klassischen Musikwelt. Manche Blogs im Bereich der klassischen Musik halten den Musikkünstler Francesco Mottino in Hinsicht auf Personenlexika nicht für veröffentlichungswürdig. Der Blog von Kurt of Gerolstein kritisiert diese Veröffentlichungen. Er stellt dabei explizit die bis dato (Mitte Oktober 2022) erfolgten WP-Veröffentlichungen der englisch- und italienischsprachigen Wikipedia zu Francesco Mottino positiv heraus, die zumindest einige Episoden aus Mottinos Sängerleben in Frage stellen. Kurt of Gerolstein prüft den veröffentlichten Lebenslauf (die „Karriere“) anhand frei zugänglicher Daten nach seinen Möglichkeiten und kommt zu dem Ergebnis, dass dieser Lebenslauf eines Sängers weitgehend durch den Künstler selbst bereits im 19. Jahrhundert „gefakt“ wurde, um seiner Gesangsschule Reputation zu verschaffen. Kurt von Gerolstein kommt zu folgendem Ergebnis: Francesco Mottino hat sich sicherlich Verdienste bei der Weitergabe von schauspielerischen und bühnenrelevanten Kenntnissen und Fertigkeiten an seine Schüler und Schülerinnen wie beispielsweise Marcella Craft erworben. Als Musikkünstler im engeren Sinne muss man ihn wohl eher als blass und unbedeutend qualifizieren. Das Riemann Musiklexikon und die MGG in der ersten wie in der zweiten Auflage (um die größeren deutschsprachigen Musiklexika der letzten Jahrzehnte heranzuziehen), kennen entsprechend auch Francesco Mottino nicht. Der kritische Ansatz von Kurt of Gerolstein in englischer Sprache muss sicherlich weiter,  präziser und letztlich wissenschaftlich gefasst werden. Er ist über die Literaturliste dieses Artikels erreichbar und erlaubt jedem Interessierten zumindest einen vorsichtigen und kritischen Zugang zur Person Francesco Mottino.